# Terminalia pellucida
Terminalia pellucida là một loài thực vật thuộc họ Combretaceae. Đây là loài đặc hữu của Philippines. Chúng hiện đang bị đe dọa vì mất môi trường sống.